# Рукомет на Летњим олимпијским играма 2008.
Рукомет за мушкарце на Олимпијским играма 2008. у Пекингу одржаће се у периоду од 9. августа до 24. августа. Утакмице ће се играти у Дворани Националног стадиона.. 
На рукометном турниру ће играти 12 репрезентација подељених у две групе по шест екипа. У групма се игра једноструком бод систему (свако са сваким једну утакмицу). Прве 4 екипе из сваке групе улазе у четвртфинале, у којем се састају: првпласирани из једне са четвртопласираним из друге групе а другопласирани са трећепласираним. Поражени игрју за пласман од 5 до 8 места а победници за пласман од 1 до 4 места по куп систему (елиминацијом).
Екипе које су заузеле шесто (последње место) у својим групама играју меч за 11 место, а петопласиране за 9 место на олимпијском турниру.
За турнир су се пласирале следеће репрезентације:
| Такмичење                           | Датум                  | Место          | Број | Квалификовани       |
| ----------------------------------- | ---------------------- | -------------- | ---- | ------------------- |
| Земља домаћин                       | -                      | -              | 1    | Кина                |
| Светско првенство у рукомету 2007.  | 2—16. децембар 2007.   | Француска      | 1    | Русија              |
| Европско првенство у рукомету 2008. | 17—27. јануар 2008.    | Норвешка       | 1    | Данска              |
| Азијски квалификациони турнир       | 30. јануар 2008.       | Токио          | 1    | Јужна Кореја        |
| Афрички национални куп              | 10—27. јануар 2008.    | Ангола         | 1    | Египат              |
| Панамеричке игре 2007.              | 14—29. јули 2007.      | Рио де Женеиро | 1    | Бразил              |
| Олимпијски квалификациони турнир 1  | 30. мај - 1. јун 2008. | Вроцлав        | 2    | Пољска · Исланд     |
| Олимпијски квалификациони турнир 2  | 30. мај - 1. јун 2008. | Париз          | 2    | Француска · Шпанија |
| Олимпијски квалификациони турнир 3  | 30. мај - 1. јун 2008. | Задар          | 2    | Хрватска · Русија   |
| Укупно                              |                        |                | 12   |                     |

## Жреб
Жреб за састав група ће се обавити 16. јуна 2008.. Екипе по две су подењене по шеширима тако да приликом жребања екипе из истог шешира морају бити у различитим групама.
| Шешир 1 | Шешир 2   | Шешир 3  | Шешир 4      | Шешир 5 | Шешир 6 |
| ------- | --------- | -------- | ------------ | ------- | ------- |
| Немачка | Данска    | Хрватска | Јужна Кореја | Шпанија | Египат  |
| Пољска  | Француска | Русија   | Кина         | Исланд  | Бразил  |